# 利薩戈拉 (伊林齊區)
49°0′39″N 29°12′3″E / 49.01083°N 29.20083°E
利薩戈拉（烏克蘭語：Лиса Гора），是烏克蘭西南部的村莊，隸屬文尼察州的文尼察區。該村始建於1629年，面積1.85平方公里，海拔高度85米，2001年人口466，人口密度每平方公里251.89人。